# Ủy ban Quốc gia Soạn thảo Danh từ Chuyên môn (Việt Nam Cộng hòa)
Ủy ban Quốc gia Soạn thảo Danh từ Chuyên môn là một tập hợp của các nhà chuyên môn thuộc Bộ Giáo dục do chính phủ Việt Nam Cộng hòa bổ nhiệm với nhiệm vụ:
1. Đặt nguyên tắc phiên dịch và phiên âm ra tiếng Việt các danh từ chuyên môn ngoại ngữ;
2. Đính chính và thống nhất các danh từ chuyên môn hiện hữu;
3. Soạn thảo những danh từ dùng trong việc giảng dạy các lớp mọi cấp ở Việt Nam;
4. Giải đáp các thắc mắc và kiểm tra việc sử dụng các từ ngữ hầu loại bỏ những chữ không hợp thời.

## Tổ chức
Tiền thân của cơ quan này là Ủy ban Soạn thảo Danh từ Khoa học, hoạt động từ thập niên 1950. Kế thừa là Ủy ban Quốc gia Soạn thảo Danh từ Chuyên môn chính thức bắt đầu với nghị định 1101-GD/PC/NĐ ngày 18/05/1967. Người đảm nhiệm chức vụ Chủ tịch là giáo sư Lê Văn Thới. Ngoài ra có hai Phó Chủ tịch, một Tổng thư ký, một Phó Tông thư ký, bảy vị học giả và mười ba Trưởng ban Chuyên môn đại diện cho các ngành hiện đại. Tất cả đều là giáo sư thuộc các viện đại học hoặc trường cao đẳng. Cùng hợp tác là ba đến sáu hội viên thuộc thành phần học giả tư nhân am hiểu về ngữ học hay khoa học liên hệ. Nhiệm kỳ mỗi hội viên là bốn năm. Mỗi ba tháng Ủy ban phải báo cáo lên Bộ Giáo dục về các thành quả của những ban chuyên môn. Toàn Ủy ban phải nhóm họp ít nhất hai lần mỗi năm tại Bộ Giáo dục.
Những ban chuyên môn là:
1. Luật khoa
2. Văn khoa
3. Khoa học
4. Y khoa
5. Dược khoa
6. Nha khoa
7. Kỹ thuật
8. Sư phạm
9. Mỹ thuật
10. Kiến trúc
11. Nông lâm súc
12. Nguyên tử năng
13. Toán học

## Nguyên tắc
Ủy ban đưa ra một số nguyên tắc căn bản để tìm danh từ mới trong tiếng Việt:
1. Danh từ ứng chiếu với một ý
2. Giảm thiểu một ý mà dùng nhiều danh từ đồng nghĩa
3. Danh từ phải nằm trong một hệ thống chung
4. Danh từ phải gợi đến ý chính
5. Danh từ phải gọn
6. Danh từ phải thích hợp với hệ thống ngôn ngữ

Ủy ban chủ trương ưu tiên dùng tiếng thông thường trong trường hợp từ không bị sai nghĩa. Ngoài ra sẽ tiếp nhận thêm gốc chữ Nho, và phiên âm Âu ngữ đối với danh từ đã được quốc tế hóa (nhất là tên các chất hóa học).

## Thành quả
Ủy ban đúc kết một số tiếp đầu ngữ, tiếp vĩ ngữ và những từ gốc có nguồn từ tiếng Latinh hay tiếng Hy Lạp để thống nhất những danh từ mới. Và cũng theo đó mà đề nghị một số từ ngữ nên tránh dùng. Ví dụ như chọn "nhiệt kế" thay vì "hàn thử biểu". Ủy ban còn có một số đề nghị khác như dịch cristallin là "thấu kính thể" thay vì "thủy tinh thể", "phức xạ" thay vì "bức xạ", v.v.
| Hệ thống hóa cách dịch | Hệ thống hóa cách dịch | Hệ thống hóa cách dịch   | Hệ thống hóa cách dịch                                      |
| Tiếng Pháp TIếng Anh   | Tiếng Việt             | Chữ Nho                  | Thí dụ                                                      |
| ---------------------- | ---------------------- | ------------------------ | ----------------------------------------------------------- |
| -ation                 | hóa                    | 化 = biến đổi            | vulcanisation = sự lưu hóa; alcanisation = kiềm hóa         |
| -lyse, -lyze           | giải                   | 解 = mổ xẻ, làm phân tán | electrolyse = điện giải; dialyse = thấu giải                |
| -mètre, -meter         | kế                     | 計 = đếm, tính           | thermomètre = nhiệt kế; barometer = khí áp kế               |
| -at, -ate              | phẩm                   | 品 = đồ vật              | distillat = chưng cất phẩm; absorbate = hấp thu phẩm        |
| -émie, -emia           | huyết                  | 血 = máu                 | glycémie = đường huyết; uricemia = uric huyết               |
| -gamie, -gamy          | phối                   | 配 = gây giống           | isogamie = sự đẳng phối                                     |
| -gramme, -gram         | đồ                     | 圖 = vẽ                  | electrocardiogram = tâm điện đồ; chromatogramme = sắc ký đồ |
| -graphe, -graph        | ký                     | 記 = ghi chép            | spectrographe = phổ ký                                      |
| -mère, -mer            | phân                   | 分 = thành phần          | polymère = đa phân; isomer = đồng phân                      |
| -scope                 | nghiệm                 | 驗 = xem xét             | cryoscope = băng nghiệm; electroscope = tĩnh điện nghiệm    |